# ゴチャ・まぜっ!水曜日 (2005年から2009年まで)
ゴチャ・まぜっ!水曜日（ごちゃまぜすいようび）は、毎日放送ラジオ（MBSラジオ）で放送されていたラジオ番組。
本項では2005年から2009年にかけて放送された内容について記載する。他の時期に放送された内容についてはゴチャ・まぜっ!水曜日 (2011年から2014年まで)を、2006年10月から2009年4月まで放送されていたミニコーナーの出演者及び内容ついては、ゴチャ・まぜっ!のミニコーナーをそれぞれ参照のこと。
なお放送開始・終了日などはあくまで暦日で表記しているため、注意のこと。

## 概要
2005年秋に帯番組としてスタートしたラジオ番組『ゴチャ・まぜっ!』の水曜日である『ゴチャ・まぜっ! 水曜日』として、2005年10月5日に番組スタート。
出演者には2005年9月まで同局で放送されていた『YOUNG PARK.30』に出演していた若槻千夏を中心に起用された。
2009年春の番組改編で『ゴチャ・まぜっ!』が帯番組から土曜深夜の時間帯に集中して放送されるスタイルに変更されるに伴い、『ゴチャ・まぜっ!水曜日』も4月1日をもって終了。出演者のKABA.ちゃん、しずちゃん、友近の3人は、2009年4月22日からスタートとなった『やきぐりバンバンコンマ2 』に出演。

## 放送時間
- 2006年4月6日 - 2009年4月2日:木曜日0時00分 - 1時00分（水曜深夜）
- 2005年10月6日 - 2006年3月30日木曜日1時00分 - 2時00分

## 出演者

### 最終回時の出演者
- KABA.ちゃん
- 友近
- しずちゃん（南海キャンディーズ）
- 今井りか

### 歴代出演者
| 放送期間       | 放送期間      | 出演者   | 出演者      | 出演者           | 出演者                          | 出演者           | 出演者 |
| -------------- | ------------- | -------- | ----------- | ---------------- | ------------------------------- | ---------------- | ------ |
| 2005年10月6日  | 2007年4月5日  | 若槻千夏 | KABA.ちゃん |                  | しずちゃん (南海キャンディーズ) | 長谷部優 (dream) |        |
| 2007年4月12日  | 2007年10月4日 | 若槻千夏 | KABA.ちゃん | 岩本勉           | しずちゃん (南海キャンディーズ) | 長谷部優 (dream) |        |
| 2007年10月10日 | 2008年2月6日  | 若槻千夏 | KABA.ちゃん | 伊﨑央登 (FLAME) | しずちゃん (南海キャンディーズ) | 玉置成実         |        |
| 2008年2月14日  | 2008年4月3日  |          | KABA.ちゃん | 伊﨑央登 (FLAME) | しずちゃん (南海キャンディーズ) | 玉置成実         |        |
| 2008年4月10日  | 2008年10月2日 | 友近     | KABA.ちゃん | 伊﨑央登 (FLAME) | しずちゃん (南海キャンディーズ) | 海川ひとみ       |        |
| 2008年10月9日  | 2009年4月2日  | 友近     | KABA.ちゃん |                  | しずちゃん (南海キャンディーズ) | 今井りか         |        |

## コーナー
ゴチャメのコーナー
普通のお便りを紹介するコーナー。
わかる
KABA.ちゃんが思わず「わかる」と言ってしまう事柄を予想するコーナー。
静代の教えてあげる
しずちゃんが様々な質問に答えるコーナー。
ジャイアントしずちゃん
しずちゃんでかさをたとえるコーナー。
萌え単
メンバーがリスナーから送られてきた萌えな単語を言うコーナー。
クイズいっぱいいってよ
あるお題に沿った内容のものを制限時間以内に10個言うコーナー。失敗すると罰ゲームとしてモロ単（卑猥な意味を含む言葉）を言わなければならない。
優ちゃんのドリームワールド
優ちゃんの生態を予想するコーナー。
YOUは優ちゃん
リスナーから長谷部優の目撃情報を募るネタコーナー
ちょうだいもっと大きいの
パーソナリティ5人のうち4人が順番にあるお題に沿ったものをだんだん大きくしてを制限時間20秒以内に8個言うクイズコーナー。トータル10問成功すると食事に連れて行ってもらえる、失敗すると参加していないパーソナリティに指名された人（一番悪い人）が罰ゲームとしてモエ単（モロにエロい単語の略、内容は上記のモロ単と同一）を言わなければならない。
特別企画
「（長谷部）優ちゃんの募金箱」をスタジオに置き、他の曜日のレギュラー陣などに募金（小銭限定）を募っていた。ダイエット企画（2007年4月～9月）では、すでにやせている長谷部優を除くメンバーで自主的にダイエットを行い2週間に1度体重を量り発表していた。
ラインマップさんおしえて
起業家(主にラインマップのお偉いさん)を迎え、パーソナリティがいろいろと質問をする。「起業家さんおしえて」「起業家さんこんばんわ」「起業家さんいらっしゃい」3たびコーナー名称だけ変更された。
クイズそんなにでちゃうの
パーソナリティ5人が順番にあるお題に沿ったものを制限時間20秒以内に10個言うクイズコーナー。トータル10問成功すると食事に連れて行ってもらえる、失敗すると一番悪い人が罰ゲームとしてでる単（ちょっとでる単語の略、内容は下記のモロ単、モエ単と同一）を言わなければならない。

## 話題
- 2006年11月9日から12月21日にかけては、若槻千夏が病気により出演せず。矢吹春奈、大久保麻梨子、佐藤仁美、臼田あさ美、堀田ゆい夏が代役として出演し、仕切りは長谷部優が担当した。若槻千夏は同年12月27日放送分より復帰し、2008年2月7日まで出演した。
- 「やまちゃん」と呼ばれるスタッフ(放送作家)がいるが、しずちゃんの相方である山ちゃんとは無関係。上記のモエ単やでる単を言わされるなど、本編に登場することもある。

## スタッフ
- プロデューサー：神津梓